# タンジナック島
タンジナック島 （英語: Tanginak Island）とは、アリューシャン列島フォックス諸島を構成する一つの島である。

## 地理
アクン島の東、約3.5kmに位置する小さな無人島で周囲約300mである。

## 歴史
1852年、ロシア海軍のミハイル・テベンコフによって記録された。
リチャード H. ジオギーガンの記録によると、アレウト語 "Tangidak”が由来で意味は「小島」である。